# 中国佛教协会
中国佛教协会（英語：The Buddhist Association of China，缩写为），简称中国佛协，成立于1953年，会址设于北京，是全国各民族佛教徒联合的爱国团体和教务组织。

## 历史
1952年11月4日至5日，中国佛教协会发起人会议在北京举行。此次会议研究、讨论中国佛教协会的宗旨、任务、组织，并通过《中国佛教协会发起书》。而会议发起人有虚云、喜饶嘉措、噶喇藏、圆瑛、柳霞·土登塔巴、丹巴日杰、罗桑巴桑、多吉占东、能海、法尊、巨赞、陈铭枢、吕澂、赵朴初、董鲁安、叶恭绰、林宰平、向达、周叔迦、郭朋等。最终会议推举组成中国佛教协会筹备处，赵朴初任主任。
1953年5月30日，在北京广济寺举办中国佛教协会成立会议。121位活佛、喇嘛、法师、居士参加大会，他们来自汉、藏、蒙、傣、满、苗、撒里维吾尔（裕固）等7个民族。喜饶嘉措致开幕词，赵朴初报告中国佛教协会成立、发起经过及筹备工作。

## 历任负责人

### 理事会会长
1. 圆瑛法师 第一届 1953年－1953年9月
2. 喜饶嘉措 格西（代理，1953年9月－1957年）[註 1]
3. 喜饶嘉措 格西 第二至三届 1957年－文革期间（文革期间，中国佛协会工作中断，领导人遭迫害）。
4. 趙樸初 居士 第四至六届 1980年－2000年5月
5. 刀述仁（代理，2000年5月－2002年）[註 2]
6. 一诚長老 第七届 2002年－2010年
7. 传印長老 第八届 2010年－2015年
8. 学诚法师 第九届 2015年－2018年8月[5]
9. 演觉法師（代理，2018年8月－2020年）[註 3]
10. 演覺法師 第十屆 2020年－

### 咨议委员会主席
1. 圆拙长老 第六届
2. 本焕长老 第七届
3. 惟贤长老 第八届
4. 明学长老 第九届
5. 新成长老 第十届

## 历届领导人

### 第一届（1953年－1957年）
- 名誉会长：达赖喇嘛、班禅额尔德尼·却吉坚赞、虚云法师、查干葛根
- 会长：圆瑛、喜饶嘉措（代理）
- 副会长：喜饶嘉措、公德林·晋美吉村、能海、赵朴初、噶喇藏、祜巴、阿旺嘉措
- 秘书长：赵朴初（兼）
- 副秘书长：巨赞、周叔迦、郭朋[6]

### 第二届（1957年－1962年）
- 名誉会长：达赖喇嘛、班禅额尔德尼·却吉坚赞、查干葛根
- 会长：喜饶嘉措
- 副会长：赛赤·罗桑丹贝坚赞、应慈、静权、松榴·阿戛木尼亚（景洪）、能海、赵朴初、噶喇藏、阿旺嘉措、巨赞、周叔迦、伍古腊
- 秘书长：赵朴初（兼）
- 副秘书长：巨赞（兼）、周叔迦（兼）、郭朋、义方、李一平[7]

### 第三届（1962年－文革期间）
- 名誉会长：班禅额尔德尼·却吉坚赞、应慈
- 会长：喜饶嘉措
- 副会长：阿旺嘉措、噶丹赤巴·土登贡嘎、赵朴初、能海、松留·阿嘎牟尼、噶喇藏、巨赞、周叔迦、悟古纳、嘉木样·洛桑久美·图丹却吉尼玛
- 秘书长：赵朴初（兼）
- 副秘书长：巨赞、周叔迦、石鸣珂、明真、正果、逝波、隆莲[8]

### 第四届（1980年－1987年）
- 名誉会长：班禅额尔德尼·却吉坚赞
- 会长：赵朴初
- 副会长：帕巴拉·格列朗杰、坚白赤列、嘉木样·洛桑久美·图丹却吉尼玛、夏茸尕布、巨赞、正果、明真、宫明·姜巴曲日木
- 秘书长：赵朴初（兼）
- 副秘书长：巨赞、正果、明真、隆莲、逝波、李荣熙[9]

### 第五届（1987年－1993年）
- 名誉会长：班禅额尔德尼·却吉坚赞
- 会长：赵朴初
- 副会长：帕巴拉·格列朗杰（藏）、嘉木样·洛桑久美·图丹却吉尼玛、夏茸尕布、正果、明真、宫明·姜巴曲日木、李荣熙、色结堪苏·伦珠陶凯、贡唐仓、嘉雅、乌兰、圆拙、隆莲、刀述仁、周绍良、多吉扎·江白洛桑（藏）
- 秘书长：周绍良（兼）
- 副秘书长：刀述仁（兼）、游骧[10]

### 第六届理事会（1993年－2002年）
- 会长：赵朴初、刀述仁（代理）
- 副会长：帕巴拉·格列朗杰（藏）、嘉木样·洛桑久美·图丹却吉尼玛（藏）、李荣熙、贡唐仓·丹贝旺旭（藏）、乌兰、圆拙、隆莲（女）、刀述仁（傣）、周绍良、多吉扎·江白洛桑（藏）、明旸、伍并亚·温撒（傣）、布米·强巴洛卓（藏）、真禅、茗山、却西（藏）、阿嘉·洛桑图丹久美嘉措（蒙）、净慧、策墨林·丹增赤烈（藏）、一诚、圣辉、香根·巴登多吉（藏）
- 秘书长：刀述仁（傣、兼）
- 副秘书长：游骧、萧秉权、学诚、那仓·向巴昂翁（藏）[11]

#### 中国佛教协会咨议委员会
- 主席：圆拙[12]

### 第七届理事会（2002年－2010年）
- 名誉会长：帕巴拉·格列朗杰（藏）
- 会长：一诚
- 副会长：圣辉、嘉木样·洛桑久美·图丹却吉尼玛（藏）、刀述仁（傣）、净慧、学诚、多吉扎·江白洛桑（藏）、策墨林·单增赤列（藏）、香根·巴登多吉（藏）、明学、加羊加措（藏）、刘炳森、珠康·土登克珠（藏）、加木样·图布丹（蒙）、根通、戒忍、永寿、永信、明生、都龙庄（傣）、觉醒
- 秘书长：学诚
- 副秘书长：那仓·向巴昂翁（藏）、张琳、怀善、丛铭、如瑞（女）、蘧俊忠、照诚
- 特邀顾问：季羡林、启功、李玉玲

#### 中国佛教协会咨议委员会
- 主席：本焕[13]

### 第八届理事会（2010年－2015年）
- 名誉会长：帕巴拉·格列朗杰、本焕、一诚
- 会长：传印
- 副会长：嘉木样·洛桑久美·图丹却吉尼玛、刀述仁、圣辉、净慧、学诚、班禅额尔德尼·确吉杰布、珠康·土登克珠、多吉扎·江白洛桑、策墨林·单增赤列、香根·巴登多吉、永寿、永信、明生、祜巴龙庄勐、觉醒、如瑞、贾拉森、湛如、妙江、心澄、道慈、纯一、正慈、印顺、增勤
- 秘书长：王健
- 副秘书长：那仓·向巴昂翁、张琳、怀善、宗家顺、卢浔、演觉、常藏、胡雪峰、赛赤·确吉洛智嘉措、都罕听、印乐、慧明、肖占军、慧庆、普法、吴国平、延藏
- 特邀顾问：李玉玲、刘长乐、方立天、田青

#### 中国佛教协会咨议委员会
- 主席：惟贤
- 副主席：新成、慧海、明学、加羊加措、加木样·图布丹、根通、明哲、海山、妙安、松纯、无相、可明、惟正、界诠[14]

### 第九届理事会（2015年－2020年）
- 名誉会长：帕巴拉·格列朗杰、传印、一诚
- 会长：学诚（辞职）、演觉（代理）
- 副会长：嘉木样·洛桑久美·图丹却吉尼玛（藏）、祜巴龙庄勐（傣）、班禅额尔德尼·确吉杰布（藏）、圣辉、道慈、珠康·土登克珠（藏）、策墨林·单增赤列（藏）、香根·巴登多吉（藏）、永寿、永信、明生、觉醒、如瑞（女）、湛如、妙江、心澄、纯一、正慈、印顺、增勤、演觉、宗性、仁青安杰（藏）、直孔穷仓·洛桑强巴（藏）、赵九九（蒙）、普法、静波、胡雪峰（蒙）、明海、东宝仲巴（藏）、诏等傣（傣）、则悟
- 秘书长：刘威
- 副秘书长：张琳、卢浔、常藏、赛赤·确吉洛智嘉措（藏）、都罕听（傣）、印乐、慧明、肖占军、慧庆、吴国平、扎西坚才（藏）、郭莽仓（藏）、达扎·尕让托布旦拉西降措（藏）、宏度、刘宇、张军、全柏音（藏）、照诚、怡藏、身振、光泉、秋爽、怀梵、纯闻
- 名誉理事：杨钊、刘长乐、楼宇烈、李玉玲、田青、净因

#### 中国佛教协会咨议委员会
- 主席：明学
- 副主席：刀述仁、新成、加羊加措（藏）、加木样·图布丹（蒙）、根通、多吉扎·江白洛桑（藏）、梦参、德林、妙安、松纯、无相、可明、界诠、那仓·向巴昂翁（藏）、怀善、照元、清德、白光、道元、罗让旦巴（藏）[15]

#### 藏传佛教工作委员会
- 主任：嘉木样·洛桑久美·图丹却吉尼玛
- 副主任：珠康·土登克珠、东宝·仲巴呼图克图、赛赤·确吉洛智嘉措、达扎·尕让托布旦拉西降措
- 委员：新色·旺杰、土旦宁布、扎西坚才、达娃次仁、罗松江村、杰珠·嘎玛白旦久美、甲登·洛绒向巴、多吉扎西、戈教·云登嘉措、香根·边玛仁青、坚赞博桑、关加益西（摩梭）、丁科仓、贡去金巴、罗桑宗周、阿其堪布、土观·嘉木样洛桑旦贝尼玛、夏日仓·丹增久美噶旦尖措、噶尔哇·阿旺桑波、更藏班玛南杰、新克木、嘎拉僧希日布（赵九九）、嘎拉僧图布丹却吉旺曲（洞阔尔）、洛桑义希·成来坚措、郭莽仓、郭莽·俄赛尖措、全柏音

#### 南传上座部佛教工作委员会
- 主任：祜巴龙庄勐
- 副主任：诏等傣、都罕听
- 委员：提卡达希、召问地达、伍巴地亚、召细利、王光华（佤）、都岩发、康南山、岩看堂（布朗）

#### 汉传佛教教务教风委员会
- 主任：道慈
- 副主任：如瑞（女）、正慈、印乐、纯闻
- 委员：了尘、中慧、长顺、正恺、本英、本悟、妙安、妙真、国亮、昌善、明杰、性妙、空性、觉灯、海信、能开、智文、智海、耀正、常道、智勇、智超、妙果、成清、大智（女）、心亮（女）、吉祥（女）、传德（女）、性康（女）

#### 佛教教育委员会
- 主任：湛如
- 副主任：宗性、明海、慧明、光泉
- 委员：大安、广如、心见、永兴、圣凯、达诠、达照、向学、昌明、明向、明基、法通、界象、济群、振宇、宽容、理证、理净、隆相、智明、普仁、普钰、道坚（羌）、万如（女）、如妙（女）、如意（女）、法源（女）

#### 慈善公益委员会
- 主任：明生
- 副主任：静波、则悟、肖占军、身振
- 委员：一度、大恩、广霖、仁昌、世良、弘如、圣清、成刚、向愿、妙林、贤志、贤宗、净芳、净明、法性、泽道、定恒、素全、法海、海空、常辉、悲寂、智丰、照观、慈满、耀智、妙乐（女）、妙贤（女、满）、莲华（女）、张汝兰（女）

#### 权益保护委员会
- 主任：圣辉
- 副主任：演觉、胡雪峰（蒙）、慧庆、宏度
- 委员：中谛、心舫、正开、光明、光慧、延慈、妙航、果明、果真、明禅、法成、俊才、觉海、圆持、圆藏、理因、道极、道证、道源、照睿、大行（女）、彻慧 （女）、明慧（女）、思智（女）、能净（女）、渊博（女）、陈星桥

#### 海外交流委员会
- 主任：永信
- 副主任：印顺、普法、常藏、吴国平
- 委员：中勇、心照、本性、可祥、可潜、代林（蒙）、传正、园慈、妙有、妙侠、明徹、法量、素慧、宽旭、宽严、通植、崇化、崇慈、普正、道藏、廓尘、嘎喇森奥斯尔尼玛（包天虎）、演道、慧光、曙正、定慧（女）、星慈（女）

#### 文化艺术委员会
- 主任：觉醒
- 副主任：心澄、纯一、照诚、秋爽
- 委员：大初、大岳、月真、心广、心明、允观、永悟、宏满、果光、怡学、诚信、赵雄、信光、奚白、能修、清远、淳法、惟航、谛性、隆醒、智如、意寂、演龙、常慧（女）、藏青（女）、陈建华、高士涛

##### 居士事务委员会
- 主任：永寿
- 副主任：妙江、增勤、怡藏、怀梵
- 委员：大明、万恒、圣君、学悟、悟空、寂仁、续学、澈性、本净（女）、有缘（女）、宏国（女）常宏（女）、常瑞（女）、惟信（女）、王立军、王博勤、王孺童、吕维新、安虎生、李进（壮）、张国铭、张海忠、周富根、郑子昌、胡志文、洪利民、陶书同、董镇华、刘燕梅（女）、陈妙丽（女）

### 第十届理事会（2020年－）
- 名誉会长：帕巴拉·格列朗杰、传印
- 会长：演觉
- 副会长：嘉木样·洛桑久美·图丹却吉尼玛（藏）、帕松列龙庄勐（傣）、班禅额尔德尼·确吉杰布（藏）、圣辉、道慈、珠康·土登克珠（藏）、策墨林·单增赤列（藏）、香根·巴登多吉（藏）、永寿、永信[註 4]、明生、觉醒、如瑞（女）、湛如、妙江、心澄、纯一、正慈、印顺、增勤、宗性、赵九九（蒙）、普法、静波、胡雪峰（蒙）、明海、东宝仲巴（藏）、祜巴等傣（傣）、则悟、常藏、赛赤·确吉洛智嘉措（藏）、扎西坚才（藏）、怡藏
- 秘书长：刘威
- 副秘书长：卢浔、祜巴罕听（傣）、印乐、慧明、慧庆、郭莽仓（藏）、达扎·尕让托布旦拉西降措（藏）、宏度、全柏音（藏）、照诚、身振、光泉、秋爽、怀梵、纯闻、普正、耀正、罗松江村（藏）、向愿、隆相、妙果（苗）、仁昌、养立（女）、土多申格（藏）、拉科·洛桑旦贝昂秀（藏）
- 名誉理事：杨钊、刘长乐、楼宇烈、杨曾文、田青、净因

#### 中国佛教协会咨议委员会
- 主席：新成
- 副主席：刀述仁（傣）、加羊加措（藏）、加木样·图布丹（蒙）、多吉扎·江白洛桑（藏）、仁青安杰（藏）、直贡穷仓·洛桑强巴（藏）、妙安、界诠、那仓·向巴昂翁（藏）、怀善、道元、罗让旦巴（藏）、桑顶·多吉帕姆·德庆曲珍（女、藏）、吕维新

## 机构设置

### 工作部门
- 办公室
- 教务部
- 国际部
- 综合研究室
- 专委会办公室
- 藏传南传佛教工作办公室
- 教育培训部
- 《法音》编辑部
- 中国佛教文化研究所
- 中国佛教图书文物馆
- 中国佛学院
- 金陵刻经处[16]

### 直属寺院
- 北京广济寺
- 北京灵光寺
- 北京法源寺
- 深圳弘法寺
- 尼泊尔中华寺[17]